# Народная партия Камбоджи
Народная партия Камбоджи (кхмер. គណបក្សប្រជាជនកម្ពុជា) — камбоджийская политическая партия, созданная на основе антиполпотовского крыла Компартии. Основана в 1979 году как Народно-революционная партия Кампучии (кхмер. គណបក្សប្រជាជនបដិវត្តន៍កម្ពុជា), с 1991 года имеет современное название. Первоначально стояла на марксистско-ленинских позициях, ориентировалась на Вьетнам и СССР. В качестве правящей партии НРК участвовала в кампучийском конфликте 1980-х. После 1991 отказалась от коммунистической идеологии, перешла на позиции прагматизма и сохранила положение правящей партии, которое занимала с момента основания. Выступала политической опорой режима Хун Сена.

## Предыстория
28 июня 1951 года Коммунистическая партия Индокитая разделилась на национальные компартии — Партию трудящихся Вьетнама, Лаосскую народную партию и Кхмерскую народно-революционную партию (КНРП). Эту дату Народная партия Камбоджи официально считает днём своего основания. Однако существуют резоны вести отсчёт её деятельности с 1979 года.
21 сентября 1951 было проведено учредительное собрание КНРП под руководством Шон Нгок Миня. С 1960 партия получила название Рабочая партия Кампучии, с 1966 — Коммунистическая партия Кампучии. К тому времени в партии доминировала радикально-маоистская группировка Пол Пота — Красные кхмеры.
В результате гражданской войны Коммунистическая партия Кампучии (КПК) пришла к власти в лице полпотовской организации Ангка Лоэу. 17 апреля 1975 года «Красные кхмеры» вступили в Пномпень. В Демократической Кампучии был установлен режим террора и геноцида. Развернулись и внутрипартийные чистки, коммунисты, ориентированные на Вьетнам и СССР, подвергались репрессиям. Многие из них — в том числе Пен Сован, Хенг Самрин, Чеа Сим, Хун Сен, Рох Самай — бежали во Вьетнам, где создали Единый фронт национального спасения Кампучии (ЕФНСК).
7 января 1979 года режим Демократической Кампучии пал под ударами вьетнамской интервенции. Была провозглашена Народная Республика Кампучия (НРК). Страна была фактически оккупирована вьетнамскими войсками. «Красные кхмеры» отступили в труднодоступные районы и повели партизанскую войну. Власть в НРК принадлежала группе провьетнамских и просоветских коммунистов, вернувшихся в страну вместе с вьетнамской армией.

## Правление в НРК
В январе 1979 года  провьетнамская группа провела съезд КПК, объявив себя единственными преемниками КНРП в которой на тот момент оставалось в живых всего 62 члена партии. Был сформирован руководящий комитет во главе с Пен Сованом и сеть местных организаций. К V съезду КНРП в октябре 1979 года в партии насчитывалось уже 7,5 тысяч членов.
В мае 1981 состоялся очередной съезд, объявленный по нумерации IV — тем самым как бы аннулировались резолюции съездов, проведённых под контролем полпотовской группы. Делегаты утвердили название Народно-революционная партия Кампучии (НРПК) — с тем, чтобы отмежеваться от партии Пол Пота. Генеральным секретарём партии стал Пен Сован, генеральным секретарём ЕФНСК — Рох Самай. Реально наибольшим влиянием обладали Хенг Самрин и Чеа Сим, тесно связанные с Ханоем.
Несколько месяцев спустя, в декабре 1981, Пен Сован был снят со всех постов и помещён под арест во Вьетнаме. Это было сделано по требованию Ле Дык Тхо, который курировал Кампучию в политическом руководстиве Вьетнама. В декабре 1981 произошли важные кадровые изменения в партийно-государственном руководстве. По требованию Ле Дык Тхо генеральный секретарь ЦК НРПК и премьер-министр НРК Пен Сован, проявлявший некоторую самостоятельность был смещён со всех постов, вывезен во Вьетнам и взят под арест. Как впоследствии объяснял Пен Сован, причина заключалась в его планах сформировать, независимо от Вьетнама, пять полков кампучийской армии. Кроме того, Пен Сован и его сторонники вызвали раздражение ортодоксально-коммунистическим радикализмом в экономике. Проводимое ими искоренение частной торговли рассматривалось как преждевременное.
Отстранение Пен Сована совершалось силовыми методами, с участием вьетнамской спецчасти. В этом конфликте отразились противоречия практиков управления из числа бывших «красных кхмеров» (Хенг Самрин, Чеа Сим) и марксистских идеологов, проведших 1970-е в эмиграции в Ханое (Пен Сован, Кео Чанда). Возникла парадоксальная ситуация, когда недавние полпотовцы выступали за умеренную политику, тогда как их противники из идеологических соображений готовы были развязать «вторую полпотовщину», вплоть до повторного выселения жителей Пномпеня. Верх взяла первая группа, поддержанная вьетнамской армией.
Пост генерального секретаря партии и председателя Госсовета НРК занял Хенг Самрин. Его ближайшее окружение составили Чеа Сим, Хун Сен, Чан Сы, Сар Кенг. Все они состояли в КПК времён гражданской войны и занимали военные и политические посты первые годы полпотовского режима. Группа Хенг Самрина занимала однозначно провьетнамские позиции, в отличие от Пен Сована. При этом её представители придерживались относительно прагматической ориентации.
НРПК провозгласила своими принципами социализм, марксизм-ленинизм, ориентацию на СССР и Вьетнам. Съезд осудил «ультранационализм и культ личности» времён Пол Пота. Организационная структура партии отличалась высокой степенью секретности. Полный список руководителей не оглашался, устав не издавался. Численность полноправных членов была невелика — в пределах тысячи человек. Лишь в 1986 этот показатель вырос до 10 тысяч членов и 40 тысяч кандидатов. В то же время представители партии присутствовали в качестве руководителей во всех воинских подразделениях, на крупнейших сельскохозяйственных и промышленных предприятиях.
В октябре 1985 года состоялся V съезд НРПК. Был принят план экономического развития, ориентированный на «социалистические преобразования» в экономике, развитие государственного и «коллективного» сектора (допускался также «семейный сектор»). Особо ставилась задача «создания социалистического народа». Возводился в закон принцип союза с Вьетнамом, СССР и Лаосом. Хенг Самрин заявил о практической ликвидации вооружённого сопротивления, что — несмотря на крупномасштабные вьетнамские операции 1984—1985 — выдавало желаемое за действительное. Персональный состав руководство в принципе не изменился, но укрепились позиции Хун Сена, с 1985 возглавлявшего правительство.
На практике задачами НРПК было подавление сопротивления, восстановление структур жизнеобеспечения, разрушенных войной и режимом «Красных кхмеров», и сохранение однопартийного режима. Власть удерживалась благодаря присутствию вьетнамского миротворческого контингента.

## Партийная реформа 1991
Упорное вооружённое сопротивление полпотовцев, демократов и монархистов, изменения общемировой обстановки в конце 1980-х вынудили правящий режим НРК пойти на переговоры с объединённой оппозицией. В 1989 году вьетнамские войска покинули территорию Кампучии. С 1 мая 1989 года вступили в силу конституционные изменения, преобразовавшие НРК в Государство Камбоджа.
23 октября 1991 года были подписаны Парижские соглашения о политическом урегулировании. В Камбодже восстанавливалась монархия и прежнее название, на трон возвращался король Нородом Сианук. Устанавливалась многопартийная система, назначались свободные выборы в парламент.
НРПК была переименована в Народную партию Камбоджи (НПК). Партия отказалась от марксизма-ленинизма, приняв прагматическую идеологию эффективного управления. Интересно, что политико-идеологически родственные партии — ангольское МПЛА, мозамбикский ФРЕЛИМО, никарагуанский СФНО — отказываясь от коммунистической идеологии, формально принимали демократический социализм. Камбоджийские же коммунисты предпочли деидеологизацию.
Партийная реформа коснулась идеологических деклараций и отчасти организационного построения. Руководство, кадровый состав и методы управления НРПК не претерпели существенных изменений. На высшей партийной должности Хенг Самрина сменил Чеа Сим, но реальный контроль над партией перешёл в руки премьер-министра Хун Сена — политика более молодого и прагматичного, способного удерживать ситуацию без непосредственной помощи вьетнамских войск.

НПК является фракцией смертоносного движения «Красные кхмеры», которое возглавлял Пол Пот. Все нынешние руководители НПК, включая Хун Сена, Чеа Сима, Сар Кенга, Теа Бана, происходят из старшего командного состава «Красных кхмеров»… Под маской рыночной системы сохранилась коммунистическая организация… Только распад Советского Союза и прекращение финансово-экономической помощи от социалистического блока вынудили НПК начать переговоры с Организацией Объединенных Наций о создании в Камбодже демократической системы и рыночной экономики.

Слушания в сенате США 2 октября 1998.

## Правление в Королевстве Камбоджа

### Период Хун Сена
На выборах 1993 года НПК неожиданно для партийного руководства потерпела поражение от сиануковской партии ФУНСИНПЕК, получив около 38 % голосов и 51 депутатский мандат из 120. Тогда Хун Сен настоял на разделении правительственной власти. Была создана правящая коалиция НПК с ФУНСИНПЕК, первым премьер-министром стал принц Нородом Ранарит, вторым премьер-министром — Хун Сен.
В июле 1997 года Хун Сен, опираясь на лично преданных ему силовиков типа Хок Лунди, фактически совершил государственный переворот. Он отстранил от власти принца Ранарита и установил собственное единовластие.
На выборах 1998, 2003 и 2008 НПК получила соответственно 41 %, 47 % и 58 % голосов. Это обеспечивало парламентское большинство в 64, 73 и 90 из 123 мандатов в Национальной ассамблее. Неизменное большинство имела НПК и в сенате.
Формально в правительство входили представители ФУНСИНПЕК, но реально власть всецело контролировалась сторонниками Хун Сена, организованными в НПК. Установившийся режим рассматривается многими экспертами как авторитарный и коррумпированный.

Наследник режима, установленного вьетнамскими экспедиционными силами в 1980-е годы, НПК контролирует правительство, Национальную ассамблею, сенат, 99 % сельских начальников, провинциальные органы власти, полицию и армию.

Флоренс Компэйн, Le Figaro, июль 2008.

На выборах 2013 большого успеха достигла оппозиционная Партия национального спасения Камбоджи (ПНСК). НПК получила около 49 % и 68 мандатов, ПНСК — более 44 % и 55 мандатов. Оппозиция во главе с Сам Рейнгси не признала объявленных результатов и обвинила власти в фальсификациях.
В Пномпене произошли массовые акции протеста. Несколько человек погибли, десятки получили ранения. В июле 2014 между Хун Сеном и Сам Рейнси было достигнуто соглашение о политическом урегулировании: Сам Рейнси получил депутатский мандат, несколько парламентских комиссий, в том числе антикоррупционная, перешли под контроль оппозиции. Однако правительство сформировала НПК во главе с Хун Сеном — впервые с 1993 года без формальной коалиции с монархистами, потерявшими парламентское представительство.

### Смена правительства
В декабре 2021 43-й съезд и пленум ЦК НПК определили схему будущей передачи власти. Было запланировано наследование премьерского поста Хун Манетом — старшим сыном Хун Сена. На парламентских выборах в июле 2023 НПК получила 120 мандатов из 125.
При этом появлялась информация о закулисных разногласиях в партийно-государственном руководстве. Министр обороны Теа Бан и члены его семейного клана настороженно отнеслись к плану «династического наследования». Сам Рейнгси высказался за кандидатуру Теа Сейха — сына Теа Бана — на пост премьер-министра. Он призвал сплотиться против Хун Сена вокруг Теа Сейха, Теа Бана и адмирала Теа Вина. Однако Хун Сену удалось убедить Теа Бана и Сар Кенга согласиться с премьерством Хун Манета — взамен Минобороны и МВД оставались под их семейным контролем.
22 августа 2023 Национальная ассамблея утвердила новый состав правительства. Премьер-министром Камбоджи стал Хун Манет «Наследование» произошло также в Минобороны и МВД: Теа Бана сменил Теа Сейха, Сар Кенга — Сар Сокха. В тот же день Нородом Сиамони назначил Хун Сена председателем королевского совета, посты советников получили Теа Бан и Сар Кенг. Большинство обозревателей сошлись на предположении, что Хун Манет в целом продолжит политику Хун Сена.

## Руководители
В 1991 году в устав партии были внесены изменения. Высшим партийным руководителем стал не генеральный секретарь, а председатель НПК. Этот пост занял Чеа Сим. Бывший генеральный секретарь НРПК Хенг Самрин стал почётным председателем НПК. Однако центр власти переместился из партийного аппарата в государственный и оказался под контролем Хун Сена как главы правительства.
Между группами Хун Сена и Чеа Сима шла острая конкуренция, достигшая апогея в 2004 году, когда Чеа Сим в короткий период между отречением Нородома Сианука и воцарением Нородома Сиамони являлся формальным главой государства. Победу в противостоянии одержал Хун Сен, после чего политическое влияние Чеа Сима практически сошло на нет.
Чеа Сим, Хенг Самрин и Хун Сен считаются историческими лидерами партии, церемониальные мероприятия проводятся под их портретами. Хенг Самрин и Хун Сен часто изображаются вдвоём.
В этот перечень не включён образ Пен Сована, который после освобождения в 1992 примкнул к камбоджийской оппозиции и до своей смерти состоял в ПНСК.
Руководящим органом НПК является ЦК во главе с Постоянным комитетом из 34 членов. После смерти Чеа Сима в 2015 году председателем партии стал Хун Сен. Его заместителем является бывший министр внутренних дел Сар Кенг, который после гибели Хок Лунди в 2008 году и до 2023 года курировал силовые структуры режима.